# 유고슬라비아 철도
유고슬라비아 철도(Yugoslav Railways, 크로아티아어: Jugoslavenske željeznice, 마케도니아어: Југословенски железници Jugoslovenski železnici, 슬로베니아어: Jugoslovanske železnice), 표준 약어 JŽ, 키릴 문자로 ЈЖ)는 유고슬라비아의 국영 철도 회사로, 1920년대부터 1990년대까지 운영되었으며, 최종적으로 세르비아로 이관되었다. JŽ의 후신은 2006년 세르비아 철도 주식회사이다.

## 역사

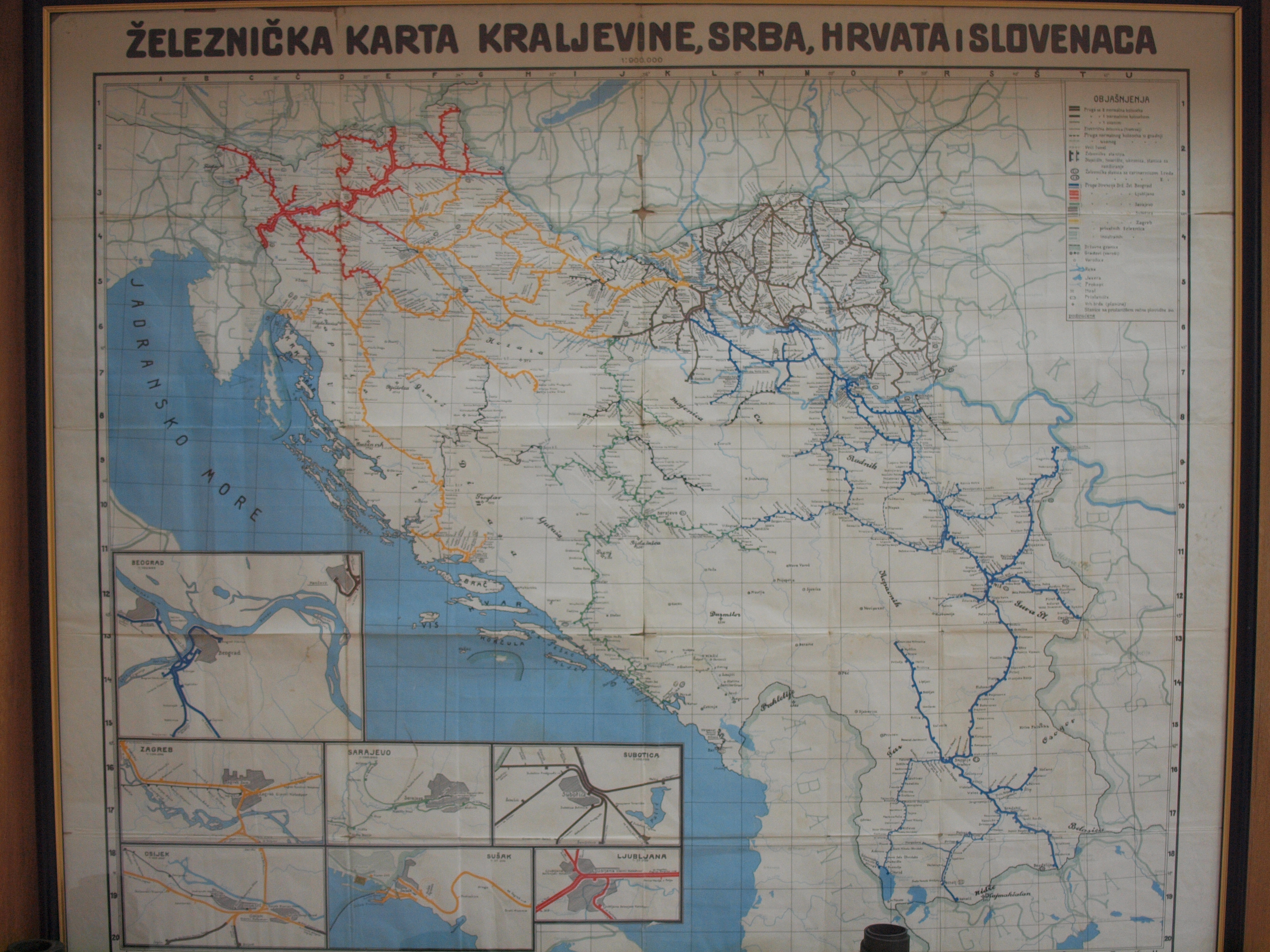
1920년대 후반 유고슬라비아 철도 지도

이 회사는 1918년에 기존의 철도 회사와 자산을 통합하여 세르브인 크로아트인 슬로벤인 왕국의 국영 철도(SCS)로 처음 설립되었다. 1922년에는 국제 철도 연맹의 창립 회원사가 되었으며, UIC 국가 코드 72를 부여받았다. 1929년에는 국가와 함께 유고슬라비아 국영 철도(JDŽ)로 개칭되었다.
1941년 제2차 세계 대전 중 추축국의 점령과 분할을 겪으면서 유고슬라비아 국영 철도는 소멸되었고, 그 차량은 독일국영철도 (DRB), 헝가리 국철 (MÁV), 불가리아 국철 (BDŽ), 페로비에 델로 스타토 이탈리아네 (FS) 및 크로아티아 독립국과 네디치 세르비아를 위해 새로 설립된 두 개의 철도 회사인 크로아티아 국영 철도 (HDŽ)와 세르비아 국영 철도 (SDŽ)로 분할되었다. 제2차 세계 대전이 끝날 무렵, 철도는 상당한 파괴를 겪었으며 전쟁 후 큰 노력으로 재건되었다. 많은 기관차가 반환되거나 교체되거나 유고슬라비아에 대한 배상금으로 양도되었다. 트리에스테 자유 지구의 동부 영토가 유고슬라비아에 양도되면서 약 100km의 단방향 전류 철도망(3 kV)이 JDŽ의 일부가 되었다. 1952년에는 유고슬라비아 철도(JŽ)로 개칭되었다.
1950년대에 베오그라드-바르 철도의 몬테네그로 구간 건설 작업이 시작되었다. 바르에서 포드고리차까지의 첫 구간은 1959년에 완공되었으며(몬테네그로의 첫 표준궤 철도 구간이 됨), 예산 문제와 주 및 연방 당국 간의 논쟁으로 인해 이 노선은 몬테네그로와 세르비아가 비용을 부담했다. 베오그라드-바르 철도 프로젝트의 몬테네그로 구간(바르에서 세르비아 국경의 브릅니차까지)은 1976년에 완공되어 바르와 포드고리차를 몬테네그로 북부, 세르비아, 그리고 유럽 철도망과 연결했다.
유고슬라비아 사회주의 연방공화국 내 분쟁이 시작되면서 각 공화국의 철도 관리국은 해체, 즉 유고슬라비아 철도 연맹(ZJZ)으로부터 분리되기 시작했다. ŽG 류블랴나와 HŽP 자그레브는 1991년 10월 8일에 가장 먼저 분리되었고, ZTP 사라예보는 1992년 5월 31일에, 마케도니아 철도는 1993년 7월 1일에 독립하여 세르비아, 몬테네그로, 코소보 철도만이 베오그라드 통제 하에 남게 되었다. 유고슬라비아 연방공화국에 대한 NATO 폭격 기간 동안 세르비아 철도망의 상당 부분과 시설이 파괴되거나 기능을 상실했다. 2004년 몬테네그로 철도가 유고슬라비아 철도 연맹에서 탈퇴했고, 2005년에 통과된 세르비아 공화국 철도에 관한 새로운 법률이 발효되면서 철도 연맹은 공식적으로 소멸되었다.

## 개선
존속 기간 동안 유고슬라비아 철도는 여러 노선을 개선하고 많은 다른 노선들을 통합했다.
- 제2차 세계 대전 이후, 닉시치-포드고리차 철도 노선이 1948년에 760 mm (2 ft 5 15⁄16 in) 궤간으로 완공되었다.
- 프레슈니차와 코페르를 연결하는 단선 전철화 노선이 1967년에 건설되었다.
- 1965년에 닉시치-포드고리차 회랑이 표준궤로 개량되어 바르에서 포드고리차를 거쳐 닉시치까지 전체 연결이 표준화되었다. 이때 닉시치에서 빌레차까지의 구간과 가벨라-젤레니카 노선은 폐선되었다.
- 20세기 초, 달마티아 왕국과 보스니아 헤르체고비나가 오스트리아의 통제 하에 있을 때 대규모 760mm 협궤 철도망이 건설되었다.[1] 두브로브니크로 가는 철도 노선은 크로아티아의 스플리트와 자그레브를 거치지 않고 사라예보에서 모스타르와 차플리나를 거쳐갔다.[2] 1967년에는 사라예보에서 차플리나까지의 노선이 표준궤로 개량되었고, 거기서 두브로브니크가 아닌 인근 플로체 항까지 연장되어 보스니아를 통해 화물을 처리했다. 차플리나에서 두브로브니크까지의 노선은 외국 운송 컨설턴트의 조언에 따라 유고슬라비아 정부에 의해 1975년에 폐쇄되었다. 이는 스위스의 협궤 네트워크와 비교될 정도로 매력적인 경치에도 불구하고 이루어진 일이었다. 1985년에 노선을 재개통하려는 제안은 실패했다.[3] 직통 열차가 보스니아 헤르체고비아를 경유하여 13시간 만에 자그레브와 플로체를 연결했다.[4][더 나은 출처 필요] 오늘날 그 연결은 단절되었다.

## 후계 회사
- 몬테네그로 철도 (ŽCG) - 몬테네그로
- 크로아티아 철도 (HŽ) - 크로아티아
- 보스니아 헤르체고비나 연방 철도 (ŽFBiH) - 보스니아 헤르체고비나, 보스니아 헤르체고비나
- 스릅스카 공화국 철도 (ŽRS) - 스릅스카 공화국, 보스니아 헤르체고비나
- 마케도니아 철도 (MŽ) - 북마케도니아
- 슬로베니아 철도 (SŽ) - 슬로베니아
- 세르비아 철도 (ŽS) - 세르비아
- 코소보 철도 - 코소보

## 유고슬라비아 철도원의 날
유고슬라비아 철도원의 날은 1950년에 유고슬라비아 전역의 철도원들의 노고와 희생을 기리기 위해 4월 15일로 제정되었다. 이 날은 1920년 4월 15일/16일 밤에 시작되어 그 달 내내 이어진 총파업 30주년을 기념하여 제정되었다. 당시 유고슬라비아 전역의 모든 철도 교통이 중단되었는데, 모든 철도역, 용광로 및 작업장의 약 5만 명의 철도 노동자들이 어려운 사회경제적 상황 속에서 노동자의 권리에 대한 폭력적인 탄압에 맞서 봉기했다. 세르브인 크로아트인 슬로벤인 왕국의 교통부 장관인 안톤 코로셰츠는 파업 노동자들과 지지자들의 집회를 군대, 국가 헌병, 경찰 및 기타 필요한 모든 수단을 동원하여 폭력적으로 진압하여 그들을 업무에 복귀시켰다. 4월 24일 류블랴나의 잘로슈카 체스타에서 여성과 어린이를 포함한 약 4천 명의 평화 시위는 공개 무장 발포로 14명이 사망하고 최대 75명이 중상을 입는 결과로 끝났다. 유고슬라비아 철도의 노동자들은 이 날을 엄숙하고 근면하게 기념하며, 노동 운동의 성장과 성숙의 많은 사건들과 역사적인 총파업으로 이어진 모든 것을 회상했다. 이 날은 1950년 제정 이후 1991년 유고슬라비아의 붕괴까지 매년 기념되었다.

## 차량
초기에 JŽ는 주로 오스트리아와 헝가리에서 제작된 증기 기관차를 사용했다. 1960년대 이후부터는 전기 기관차와 디젤 기관차가 대량으로 도입되었다. 전기 기관차는 안살도 (이탈리아)와 알스톰, ASEA에서도 일부 클래스를 공급했으며, 기관차는 크로아티아와 루마니아의 일렉트로푸테레에서 라이선스 생산되기도 했다. 1980년대에는 라데 콘차르가 자체 개발한 교류 전기 기관차인 JŽ 시리즈 442가 개발되었다.
대부분의 주력 디젤 기관차는 GM-EMD에서 공급되었으며, 상당수의 브리소노 에 로츠 설계(일부는 두로 다코비치에서 라이선스 생산)가 있었다. 입환 기관차는 MAVAG, 옌바허 베르케에서 도입되었고, 두로 다코비치에서도 라이선스 생산되었다. 철도청은 또한 류디노프 공장, 소련, 구 DB V60 입환 기관차 (독일) 및 고출력 크라우스-마페이 ML 2200 C'C' 유형의 기관차도 운용했다.
레일카, EMU, DMU는 스페인, 이탈리아, 헝가리, 독일 및 소련의 다양한 제조업체에서 조달되었다.

### 분류 체계
1930년부터 제작된 새로운 표준 기관차에 대한 새로운 번호 부여 시스템이 시도되었다. 모든 기관차는 1935년까지 재번호 부여되었으며, 이는 증기 기관차에 유효했다.
760 mm (2 ft 5 15⁄16 in) 보스니아 궤간의 기관차는 70-98로 분류되었고, 600 mm (1 ft 11 5⁄8 in) 궤간은 99.2, 99.3 및 99.4로 분류되었다.
1950년대 후반부터 세 자릿수-세 자릿수 클래스 지정 시스템이 사용되었다. 첫 번째 숫자는 차량의 동력 유형을 나타냈다: 0, 1, 2는 증기 견인에 예약되었고, 3은 3 kV DC 견인을 나타냈으며, 4는 25 kV AC 견인, 5는 멀티시스템 견인(슬로베니아 철도가 유고슬라비아 명명 방식을 계승하여 541 클래스 전기 기관차를 도입하기 전까지는 사용되지 않음), 6은 디젤 전기, 7은 디젤 유압, 8은 디젤 기계식 변속기, 9는 인프라 또는 작업 차량을 나타냈다. 두 번째 숫자는 차량의 궤간과 차축 배열을 나타냈다: 0은 협궤 레일카, 1은 표준궤 레일카, 숫자 2부터 8까지는 해당 수의 구동 차축을 가진 기관차를 나타냈다. 세 번째 숫자는 유형 설명 내의 다른 클래스를 나타냈다. 네 번째 숫자는 클래스 하위 유형을 나타냈고, 마지막 두 숫자는 차량 번호(01부터 시작)를 나타냈다.

### 기관차 및 레일카 클래스
틀:JŽ rolling stock

### 객차
이전 유고슬라비아 철도에서 온 객차와 유럽 전역에서 온 중고 객차가 모두 사용 가능하지만, 많은 객차는 운행 가능한 상태가 아니다. 현재 기관차 견인 여객 열차는 모두 이전 SJ 객차를 사용하며, 인터시티의 경우 마케도니아 철도의 객차 1량을 사용한다.
| 설명           | 이미지 | 유형 | 번호 | 제작 연도 | 제작사 | 비고                                                                                   |
| -------------- | ------ | ---- | ---- | --------- | ------ | -------------------------------------------------------------------------------------- |
| ÖBB-스판텐바겐 |        |      |      |           |        | 이전 오스트리아 연방철도 스판텐바겐 1984년경 도입. 50 72 24-20 650-2가 최소 1대 확인됨 |
|                |        |      |      |           |        | 유고슬라비아에서 제작됨. UIC 50 72 24-25 508-7이 1대 확인됨                            |

## 갤러리

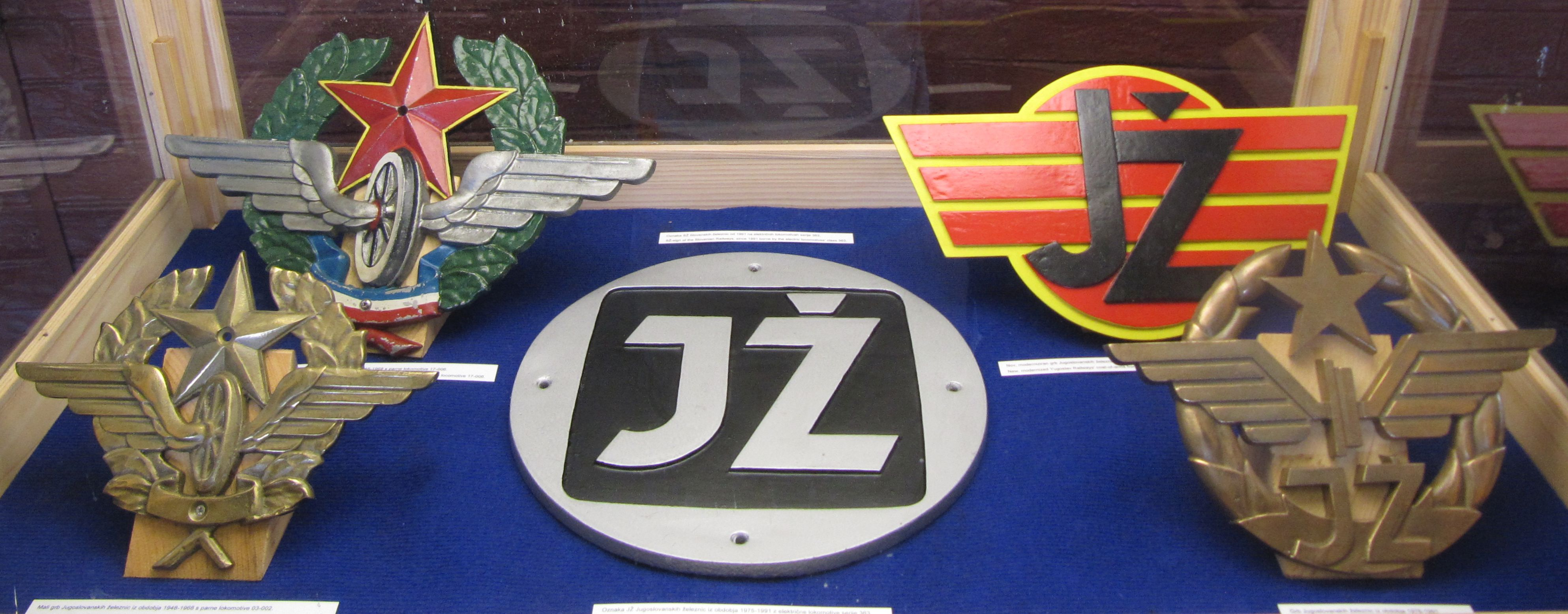
유고슬라비아 철도의 이전 로고
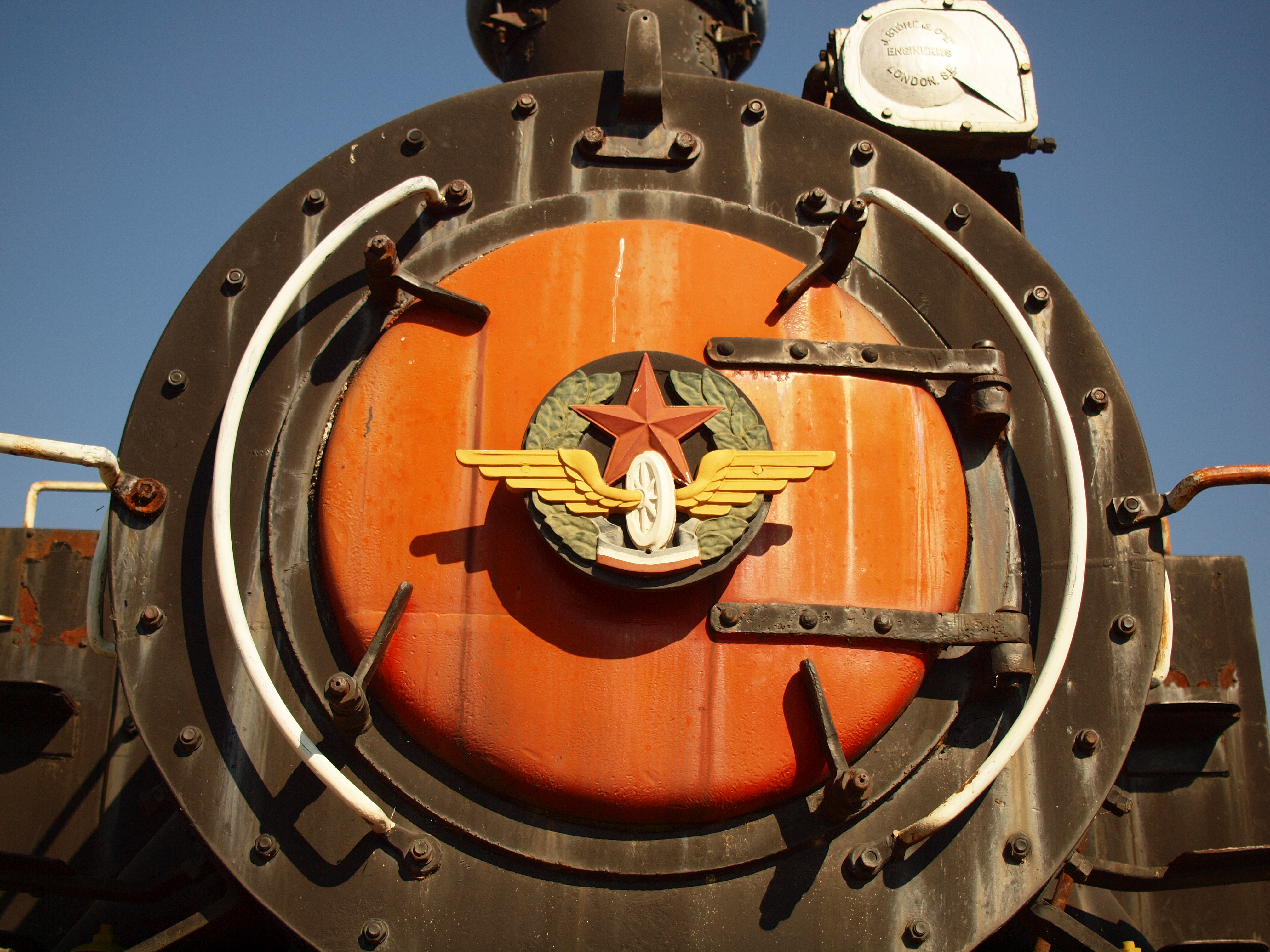
유고슬라비아 철도의 이전 로고
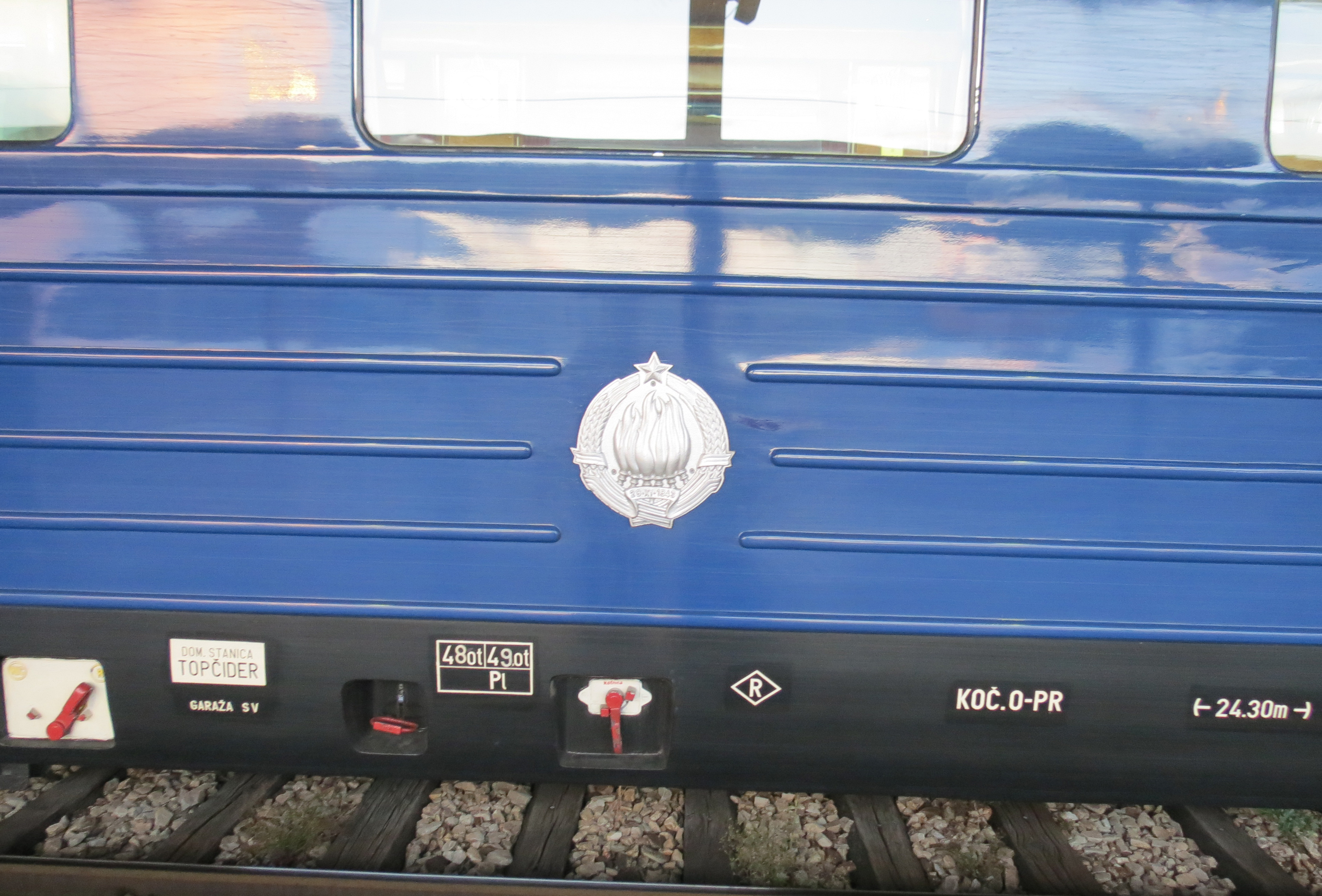
이전 티토의 푸른 열차
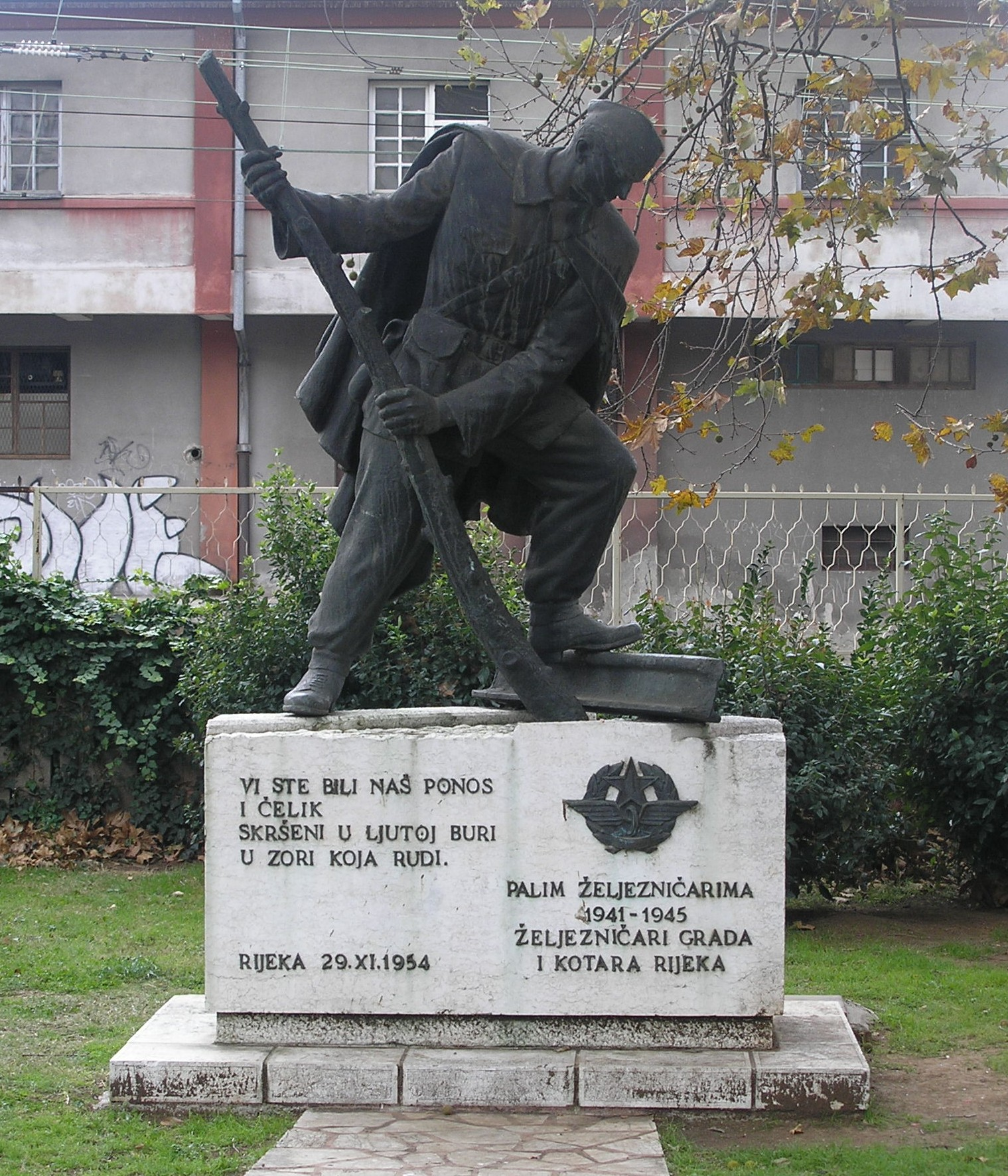
제2차 세계 대전 중 리예카의 반파시스트 철도 노동자들을 기리는 기념물